# M Network
M Network est une division de Mattel, spécialisée dans les jeux vidéo, qui a produit au début des années 1980 des titres pour la console de jeu Atari 2600. La plupart d'entre eux étaient des versions simplifiées de titres Intellivision de Mattel Electronics.

## Histoire
Sur le marché des consoles de jeux vidéo domestiques du début des années 1980, la Mattel Intellivision et l'Atari VCS sont des concurrents directs. Mattel a passé un contrat avec la société d'ingénierie APh Technological Consulting pour développer des jeux sur sa console. Mais celui-ci, basé uniquement sur un nombre annuel de titres, s'avère très défavorable pour APh alors que le marché du jeu vidéo est en pleine expansion. Glenn Hightower et ses employés commencent à écrire des jeux pour la console concurrente d'Atari en tant qu'entrepreneurs privés. Mattel finit par signer un contrat avec Hightower et son groupe, et créer M Network pour commercialiser jeux et accessoires sur la console rivale. Certains employés mécontents de l'arrangement quitteront APh Technological Consulting pour fonder Cheshire Engineering.
Les premiers jeux édités par M Network, dès la mi-juillet 1982, sont tout naturellement les portages des jeux Intellivision précédemment développés par APh pour l'Intellivision. Mais ces versions pour 2600 étant souvent moins avancés graphiquement, elles reçoivent de nouveaux titres pour ne pas discréditer leurs versions Intellivision. Ainsi, Armor Battle devient Armor Ambush, Space Battle est changé en Space Attack, etc. Par la suite, M Network éditera les productions « maison » des Blue Sky Rangers. La compagnie prévoit 11 jeux pour l'année 1982. Elle travaille également avec d'autres programmeurs tiers : Synth Corporation pour le portage d'Advanced Dungeons and Dragons: Treasure of Tarmin, Videosoft pour In Search of the Golden Skull.
Cette arrivée de Mattel sur la console de son grand rival est une surprise. À l'époque, George Sullivan compare la situation au groupe NBC produisant des shows télévisés en vue de leur diffusion sur le réseau concurrent CBS. D'autant plus que Mattel interdit à Atari de produire des cartouches pour l'Intellivision et n'hésite pas à poursuivre son rival en justice pour espionnage industriel lorsqu'il embauche d'anciens employés de Mattel pour fabriquer des jeux compatibles Intellivision.
Les cassettes de jeux Atari 2600 de M Network reprennent le format des cartouches Intellivision, avec une partie inférieure plus grande pour s'adapter à l'ouverture plus large du 2600. La division R&D de Mattel Electronics conçoit également un accessoire appelé Super Charger pour l'Atari 2600, ajoutant de la mémoire et un circuit d'adressage et permettant de jouer à des jeux sur des cassettes de plus grande capacité. Mais, le projet est repensé et finalement intégré aux cassettes de jeux elles-mêmes, ce qui les rendait plus chères. En mars 1983, M Network propose une manette de jeu Tron compatible avec l'Atari 2600, offerte pour l'achat des jeux Tron: Deadly Discs et Adventures of Tron.
Ce positionnement sur le marché l'Atari 2600 ouvre la porte à d'autres systèmes, notamment les ordinateurs personnels. Lors du CES 1983, l'adaptation de plusieurs titres de l'Intellivision sur Apple II et IBM PC est annoncée. Des portages ou des créations originales ont également été développées sur Commodore 64, VIC-20, IBM PCjr, mais ne sont jamais sorties. 
M Network cherche également à s'imposer sur la nouvelle venue ColecoVision. Mais le développement sur cette console s'avère plus délicat, car elle contient un système d'exploitation en ROM, considéré comme « exclusif et top secret » par Coleco. Pour exploiter ses fonctions, il faut être en mesure de prouver que l'on a déchiffré son fonctionnement par rétro-ingénierie sous peine d'être accusé d'espionnage industriel. Le service juridique de Mattel retarde donc le projet, craignant des poursuites de Coleco. Ce n'est qu'en juillet 1983, après avoir acquis une documentation auprès de la société Sound Software, qui a procédé à de l'ingénierie inversée certifiée, que Mattel démarre le développement de jeux ColecoVision dans ses bureaux californiens et sa nouvelle annexe niçoise... malheureusement trop tard, puisque aucun jeu Mattel pour ColecoVision ne sera finalisé avant la fermeture de M Network. 
Courant 1983, la politique de Mattel change. Le nom de M Network disparait peu à peu. Les emballages des jeux Atari sont calqués sur ceux de l'Intellivision. Les versions 2600 de Masters of the Universe: The Power of He-Man et Bump 'n' Jump sortent sous le label Mattel Electronics.
En janvier 1984, subissant les effets du krach du jeu vidéo,  Mattel ferme dans l'urgence ses divisions Mattel Electronics et M Network.
En mai 2023, Atari SA annonce l'acquisition des droits des titres et des marques associés de plus d'une douzaine de jeux M Network, dont Armor Ambush, Astroblast, Frogs And Flies, Space Attack et Star Strike.

## Liste de jeux édités
| Jeu                      | Année de sortie | Notes                                                         |
| ------------------------ | --------------- | ------------------------------------------------------------- |
| Armor Ambush             | 1982            | Portage du Armor Battle de l'Intellivision.                   |
| Astroblast               | 1982            | Portage du Astrosmash de l'Intellivision.                     |
| Dark Cavern              | 1982            | Portage du Night Stalker de l'Intellivision.                  |
| Frogs And Flies          | 1982            | Portage du Frog Bog de l'Intellivision.                       |
| International Soccer     | 1982            | Portage du NASL Soccer de l'Intellivision.                    |
| Lock 'n' Chase           | 1982            | Portage du titre de l'Intellivision.                          |
| Space Attack             | 1982            | Portage du Space Battle de l'Intellivision.                   |
| Super Challenge Baseball | 1982            | Portage du Major League Baseball de l'Intellivision.          |
| Super Challenge Football | 1982            | Portage du NFL Football de l'Intellivision.                   |
| Tron: Deadly Discs       | 1982            | Portage du titre de l'Intellivision.                          |
| Adventures of Tron       | 1983            | Initialement portage du Tron: Maze-A-Tron de l'Intellivision. |
| Air Raiders (en)         | 1983            | Exclusif à l'Atari 2600.                                      |
| BurgerTime               | 1983            | Portage du titre d'arcade de Data East.                       |
| Kool-Aid Man             | 1983            | Exclusif à l'Atari 2600.                                      |
| Star Strike              | 1983            | Portage du titre de l'Intellivision.                          |

Bump 'n' Jump et Masters of the Universe: The Power of He-Man, qui auraient dû sortir sous le label M Network, voient finalement le logo et les mentions remplacés par « Mattel Electronics » sur l'emballage, le mode d'emploi et la cartouche.
Advanced Dungeons and Dragons: Treasure of Tarmin, Advanced Dungeons and Dragons: Tower of Mystery, Anteater, Computer Revenge, In Search of the Golden Skull, Loco-Motion et Rocky and Bullwinkle ont été annoncés ou présentés au Consumer Electronics Show mais ne sont pas sortis sur le marché avant la fermeture de M Network.